# Centro Académico Médico de la Universidad de Cincinnati
El Centro Académico de Salud de la Universidad de Cincinnati (en inglés Academic Health Center) o llamado generalmente Centro Académico Médico de la Universidad de Cincinnati es una colección de facultades e instituciones de salud de la Universidad de Cincinnati, Cincinnati, Ohio. Capacita a profesionales de la salud y proporciona investigación y atención al paciente. AHC tiene fuertes lazos con UC Health, que incluye el Centro Médico de la Universidad de Cincinnati y el Hospital West Chester.

## Historia
El concepto de centro de salud académico se originó con el médico Daniel Drake, quien fundó la Facultad de Medicina de Ohio, precursora de la Facultad de Medicina de la Universidad de Cincinnati, en 1819.
Una universidad de propiedad municipal durante la mayor parte de su historia, la Universidad de Cincinnati se unió al sistema de educación superior de Ohio en julio de 1977. En 1982, su hospital universitario, conocido como Hospital General y en su ubicación actual desde 1915, pasó a llamarse Hospital de la Universidad de Cincinnati. . Más tarde se cambió nuevamente a su nombre actual, Hospital Universitario. En 2003, se cambió el nombre de Centro Médico de la Universidad de Cincinnati a Centro Académico de Salud de la Universidad de Cincinnati para reflejar mejor sus misiones en educación e investigación. En 2010, el Centro Académico de Salud se convirtió en una parte integral de la recién formada organización UC Health.
La reputación nacional de AHC para la investigación biomédica incluye el desarrollo de la primera vacuna viva atenuada contra la poliomielitis por parte de Albert Sabin, quien trabajó en el proyecto tanto en la Universidad de Cincinnati como en el Cincinnati Children's Hospital Medical Center.  Otros logros incluyen estudios definitivos sobre los efectos del plomo en la salud de los niños y el desarrollo del popular antihistamínico Benadryl por parte de George Rieveschl, que trabajaba en el departamento de química en el momento de su descubrimiento.
En 1967, la Facultad de Farmacia se convirtió en una unidad del Centro Académico de Salud de la Universidad de Cincinnati. En el 2000, una cuarta facultad, la Facultad de Ciencias de la Salud Afines, se unió al Centro Médico de la Universidad de Cincinnati.
El 6 de junio de 2007, la Facultad de Farmacia de la Universidad de Cincinnati (UC) cambió su nombre por el de Facultad de Farmacia James L. Winkle. La universidad es solo la segunda en la historia de la UC en ser nombrada.

### Componentes
El Centro Médico se compone de las siguientes secciones:
Facultad de Ciencias de la Salud Afines
- Colegio de Medicina
- Facultad de enfermería
- Facultad de Farmacia James L. Winkle
- Centro de sangre de Hoxworth
- Instituto de Enfermedades Metabólicas
- Centro de Diabetes y Obesidad de Cincinnati
- Instituto del Cáncer de la UC
- Instituto de Neurociencias UC
- Instituto de Corazón, Pulmón y Vascular de la Universidad de Cincinnati.

También cuenta con otras secciones afiliadas al centro:
- Centro Barrett.
- CARE/Edificio Crawley.
- Centro de Investigaciones Cardiovasculares.
- Edificio este francés.
- Biblioteca de Ciencias de la Salud.
- Centro de Hoxworth.
- Salón Joseph F. Kowalewski.
- Complejo de laboratorio de Kettering.
- Salón logan.
- Centro de conferencias Marriott Kingsgate.
- Edificio de Ciencias Médicas.
- Salón Procter.
- Salón de la universidad.
- Instituto de Neurociencia Gardner de la Universidad de Cincinnati.
- Centro Vontz de Estudios Moleculares.
- Salón de eventos.